# Chapelle Saint-Genest de Metz
Pour les articles homonymes, voir Saint-Genest.
L'ancienne chapelle Saint-Genest, désaffectée, était un édifice de culte catholique situé sur les pentes de la colline Sainte-Croix aux arrières de la Fournirue à Metz. Elle était dédiée au comédien saint Genest martyrisé à Rome. 
Cette chapelle fait l’objet d’une inscription au titre des monuments historiques depuis le 9 décembre 1930.

## Histoire
À l’angle de la rue d’Enfer et de la Jurue, sur la place au pied de la chapelle qui sert de terrasse au café Mathis, se trouvait la maison où séjourna François Rabelais de 1545 à 1547.
La chapelle Saint-Genest attenante était à l’origine un bâtiment civil, un hôtel particulier gothique voire roman, construit aux XIIe et XIIIe siècles, doté d’une tour à donjon carré. 
L’ordre de Saint-Jean de Jérusalem, dont la commanderie était située un peu plus haut rue d’Enfer, récupère la propriété en 1565 et y aménage la chapelle. La chapelle reste propriété de l’Ordre jusqu’à la Révolution. 